# Twice3
#Twice3 (стилизуется как #TWICE3) — третий японский сборник хитов южнокорейской гёрл-группы Twice. Был выпущен 16 сентября 2020 года лейблом Warner Music Japan.

## Предпосылки и релиз
Впервые JYP Entertainment подтвердили выпуск третьего японского сборника хитов 19 июля, куда войдут японские версии ранее выпущенных синглов «Fancy», «Feel Special» и «More & More». 27 августа был опубликован клип на японскую версию «Fancy», отснятый весной 2019 года вместе с корейской версией. 28 августа было опубликовано аудио-превью предстоящего сборника. 15 сентября был загружен мини-клип к японской версии «More & More», который, аналогично с «Fancy», был снят заранее вместе с оригинальной версией на корейском.
#Twice3 был выпущен 16 сентября на цифровых и физических носителях.

## Коммерческий успех
#Twice3 закрепил доминирующий успех Twice на японском рынке: альбом занял вершину Oricon Albums Chart, продажи за первую неделю составили 109 187 копий. Японская версия «Stuck In My Head» также возглавила еженедельный чарт Line Music после своего выпуска за две недели до сборника. В Billboard Japan Hot Albums альбом также дебютировал с первого места.

## Список композиций
| №                   | Название                                    | Аранжировка                  | Длительность |
| ------------------- | ------------------------------------------- | ---------------------------- | ------------ |
| 1.                  | «The Best Thing I Ever Did -Japanese ver.-» | J.Y.Park Ли Хэ Соль          | 3:32         |
| 2.                  | «FANCY -Japanese ver.-»                     | Rado                         | 3:36         |
| 3.                  | «Feel Special -Japanese ver.-»              | У Мин Ли                     | 3:29         |
| 4.                  | «MORE & MORE -Japanese ver.-»               | MNEK J.Y.Park Ли Хэ Соль     | 3:21         |
| 5.                  | «STUCK IN MY HEAD -Japanese ver.-»          | Мэттью Тишлер Эндрю Ундербег | 2:59         |
| 6.                  | «21:29 -Japanese ver.-»                     | Ли Чжу Хён                   | 3:51         |
| 7.                  | «The Best Thing I Ever Did»                 |                              | 3:32         |
| 8.                  | «FANCY»                                     |                              | 3:36         |
| 9.                  | «Feel Special»                              |                              | 3:29         |
| 10.                 | «MORE & MORE»                               |                              | 3:21         |
| 11.                 | «STUCK IN MY HEAD»                          |                              | 2:59         |
| 12.                 | «21:29»                                     |                              | 3:51         |
| Общая длительность: | Общая длительность:                         | Общая длительность:          | 41:36        |